# Reformas ortográficas del ruso
La reforma de la ortografía rusa se refiere a los cambios oficiales y extraoficiales hechos al alfabeto ruso a lo largo de la historia del idioma ruso, y en particular los realizados entre los siglos XVIII y XX.

## Historia

### Primeras reformas
El antiguo eslavo oriental adoptó la escritura cirílica, aproximadamente durante el siglo X y casi al mismo tiempo que la introducción del cristianismo oriental en los territorios habitados por los eslavos orientales.
De esta manera, no se hizo una clara distinción entre el lenguaje vernáculo y el litúrgico, aunque este último se basó en las normas eslavas del sur más que en las eslavas orientales. A medida que el lenguaje evolucionó, varias letras, notablemente las yuses (Ѫ, Ѭ, Ѧ, Ѩ) fueron descartadas gradual y sistemáticamente tanto del uso secular como de la iglesia durante los siglos siguientes, y ninguno de los varios intentos de estandarización lingüística tuvo éxito.
La aparición del estado ruso centralizado en el siglo XV bajo reinado de Iván III de Rusia, el consiguiente aumento de la burocracia estatal junto con el desarrollo del espacio económico, político y cultural común exigieron la estandarización del lenguaje utilizado en los asuntos administrativos y legales. Fue por esa razón que se hicieron los primeros intentos de estandarizar el ruso, tanto en términos de vocabulario como de ortografía, inicialmente basados en el llamado lenguaje de cancillería de Moscú. A partir de ese momento, la lógica subyacente de las reformas lingüísticas en Rusia reflejó principalmente las consideraciones de estandarizar y racionalizar las normas y reglas lingüísticas para garantizar el papel del idioma como una herramienta práctica de comunicación y administración.

### Cambios delsigloXVIII

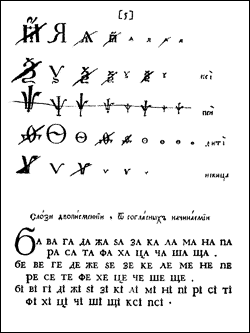
Pedro I tomó las decisiones finales de las formas de letras tachando las indeseables en un conjunto de gráficos.

El alfabeto ruso impreso comenzó a adoptar su forma moderna cuando Pedro I introdujo su escritura civil (Гражданский шрифт) tipo de reforma en 1708. La reforma no era específicamente de naturaleza ortográfica. Sin embargo, con la eliminación efectiva de varias letras (Ѯ, Ѱ, Ѡ) así como todos los signos diacríticos y acentos (con la excepción de й) del uso secular y el reemplazo de números cirílicos con números arábigos, aparecieron para el primera vez una distinción visual entre la escritura rusa y la de la Iglesia eslava. Con la fuerza de la tradición histórica disminuyendo, la ortografía rusa en el siglo XVIII se volvió bastante inconsistente, tanto en la práctica como en la teoría, ya que Mijaíl Lomonósov defendía una ortografía morfológica y Vasily Trediakovsky una fonémica.

### Cambios delsigloXIX
A lo largo de los siglos XVIII y XIX, se hicieron ajustes varios ad hoc, a medida que el idioma literario ruso asumió su forma moderna y altamente estandarizada. Estos incluyeron la introducción de la letra ё (yo) y la pérdida gradual de ѵ (izhitsa, correspondiente a la letra griega ípsilon "υ" y a la letra latina y), a favor de и (ambos representaban /i/) y ѳ (correspondiente a la letra griega theta "θ"), a favor de ф o т. (El idioma ruso ni ha tenido ni tiene la fricativa dental sorda. La letra ѳ se usaba solo en palabras extranjeras, particularmente los provenientes del griego).
Para 1917, las únicas dos palabras que generalmente se escribían con ѵ eran мѵро (müro, [ˈmʲirə], 'mirra') y сѵнодъ (sünod, [sʲɪˈnot], 'sínodo'), y eso rara vez. Mientras que ѳ siguió siendo más común, aunque se volvió bastante raro ya que se había adoptado una pronunciación "occidentalizada" (afrancesada) para muchas palabras; por ejemplo, ѳеатръ (ḟeatr, [fʲɪˈatr], 'teatro') se convirtió en театръ (teatr, [tʲɪˈatr]).

### La reforma postrevolucionaria
La reforma principal más reciente de la ortografía rusa fue preparada por Alekséi Shájmatov e implementada poco después de la Revolución Rusa de 1917.

La antigua letra cirílica Yat

Shájmatov encabezó la Asamblea para considerar la simplificación de la ortografía cuyas propuestas del 11 de mayo de 1917 formaron la base de las nuevas reglas que pronto adoptaría el Ministerio de Educación Popular.

#### Cambios específicos
La ortografía rusa se hizo más simple y fácil unificando varias inflexiones adjetivas y pronominales, reemplazando las letras ѣ (Yat) con е, ѳ con ф, e і (dependiendo del contexto de la pronunciación moscovita) y ѵ con и. Además, la yer muda arcaica se volvió obsoleta, incluyendo el ъ (el "signo duro") en posición final después de consonantes (eliminando así prácticamente el último remanente gráfico del sistema de sílaba abierta del antiguo eslavo). Por ejemplo, Рыбинскъ se convirtió en Рыбинск ("Rýbinsk").

#### Implementación práctica
En diciembre de 1917, el Comisariado Popular de Educación, encabezado por Anatoli Lunacharski, emitió un decreto que establece que "todas las instituciones y escuelas estatales y gubernamentales, sin excepción, deben llevar a cabo la transición a la nueva ortografía sin demora...a partir del 1 de enero de 1918, todas las publicaciones del estado y gobierno, tanto periódicas...como no periódicas "debían imprimirse en el nuevo estilo. El decreto era casi idéntico a las propuestas presentadas por la Asamblea de mayo, y con otras modificaciones menores formaron la esencia del decreto emitido por el Consejo de Comisarios del Pueblo en octubre de 1918.
De esta manera, las publicaciones privadas podrían imprimirse formalmente utilizando la ortografía antigua (o más generalmente, cualquier ortografía conveniente). El decreto prohibió la recapacitación de personas previamente entrenadas bajo la vieja norma. Una ortografía dada se consideraba un error ortográfico solo si violaba tanto las normas antiguas como las nuevas.
Sin embargo, en la práctica, el gobierno soviético estableció rápidamente el monopolio de la producción impresa y mantuvo muy cerca el cumplimiento del edicto. Una práctica común era eliminar no solo las letras І, Ѳ y Ѣ de las oficinas de impresión, sino también a Ъ. Debido a esto, el uso del apóstrofo como un signo de división se generalizó en lugar de ъ (por ejemplo, под'ём, ад'ютант en lugar de подъём, адъютант), y llegó a ser percibido como parte de la reforma (incluso si , desde el punto de vista de la carta del decreto del Consejo de Comisarios del Pueblo, tales usos fueran errores). Sin embargo, algunas impresiones académicas (relacionadas con la publicación de obras antiguas y documentos e impresiones cuya composición comenzó antes de la revolución) aparecieron en la ortografía antigua (excepto las páginas de título y, a menudo, los prefacios) hasta 1929.
Los ferrocarriles rusos, y luego soviéticos, operaban locomotoras con designaciones de "І", "Ѵ" y "Ѳ". A pesar de la ortografía reformada, los nombres de las series permanecieron sin cambios hasta que estas locomotoras fueron descontinuadas en la década de 1950.
Algunas publicaciones de emigrantes rusos continuaron apareciendo con la ortografía antigua hasta la década de 1970.

#### Aspectos favorables de la reforma
La reforma redujo el número de reglas ortográficas que no tienen soporte en la pronunciación, por ejemplo, la diferencia de los géneros en plural y la necesidad de aprender una larga lista de palabras escritas con "yat" (la composición de dicha lista era controvertida entre los lingüistas, y las diferentes guías de ortografía se contradecían entre sí).
La reforma dio como resultado cierta economía en la escritura y en la composición tipográfica, debido a la exclusión de Ъ al final de las palabras; según el cálculo de Lev Uspensky, con la nueva ortografía los textos se vieron acortados una treintava parte.
La reforma eliminó pares de grafemas completamente homófonos del alfabeto ruso (es decir, Ѣ y Е; Ѳ y Ф; y el trío de И, I y Ѵ), acercando al alfabeto al sistema fonológico real del ruso.

### Modificaciones más recientes
Si bien no ha habido cambios significativos desde el decreto de 1918, los debates y las fluctuaciones han continuado hasta cierto punto.
En diciembre de 1942, el uso de la letra Ё se hizo obligatorio por el Decreto N.º 1825 del Comisariado Popular de Educación.
En 1956 se publicó una codificación de las reglas de ortografía y puntuación rusas, pero en ese momento solo se introdujeron algunos cambios ortográficos menores. La codificación de 1956 incluía además una aclaración de las nuevas reglas de puntuación desarrolladas durante la década de 1930, y que no se habían mencionado en el decreto de 1918.
Una instancia notable de debate renovado siguió a la publicación de A.I. Efimov en 1962 de un artículo en Izvestia. El artículo propuso una amplia reforma para acercarse a una representación fonética del idioma. Después de la discusión renovada en documentos y revistas, una nueva Comisión Ortográfica comenzó a trabajar en 1962, bajo el Instituto de Idioma Ruso de la Academia de Ciencias de la URSS. La Comisión publicó su informe, Предложения по усовершенствованию русской орфографии (Propuesta para la mejora de la ortografía del ruso), en 1964. La publicación resultó en un debate generalizado en periódicos, revistas y en radio y televisión, así como en más de 10,000 cartas, todas las cuales fueron pasadas al Instituto.
Las respuestas al artículo señalaron la necesidad de simplificar la ortografía del ruso debido al uso del ruso como idioma de comunicación internacional en la Unión Soviética y a un mayor estudio del ruso en el Bloque Oriental y en el Occidental. Esa instrucción para los hablantes no nativos de ruso fue una de las preocupaciones centrales de una mayor reforma que se indica en la resistencia a la propuesta de Efimov de eliminar el "ь" (signo suave) final de los sustantivos femeninos, ya que ayuda a los estudiantes a identificar la categoría de género. Además, Efimov afirmó que una cantidad desproporcionada de tiempo en la escuela primaria se dedicaba a la ortografía, en lugar de la fonética y la morfología. Efimov afirmó que la ortografía existente permaneció esencialmente sin cambios desde la codificación de Grot, y que solo al acercar la ortografía a la realización fonética y eliminar las excepciones y variantes, se podría prestar la atención adecuada a la estilística y al "desarrollo de la cultura del habla". El enfoque del estado en la instrucción adecuada en ruso, como idioma nacional de los rusos étnicos, como idioma estatal y como idioma de comunicación internacional continúa hasta nuestros días.